# Eugène Terre'Blanche
Eugène Ney Terre'Blanche (31 de enero de 1941 - 3 de abril de 2010) fue un suboficial de policía y terrateniente afrikáner fundador del Movimiento de Resistencia Afrikáner (Afrikaner Weerstandsbeweging, AWB), una agrupación paramilitar de ideología racista-separatista que defiende el apartheid en Sudáfrica. 
Antes de fundar la AWB, se desempeñó como oficial de policía sudafricano, fue agricultor y fue un candidato fracasado del Partido Herstigte Nasionale (Partido Nacional Reconstituido) a un cargo local en el Transvaal. Fue una figura importante en la reacción de la derecha contra el colapso del apartheid. Sus creencias y filosofía siguen siendo influyentes entre los supremacistas blancos de Sudáfrica y el resto del mundo. Murió asesinado el 3 de abril de 2010.

## Biografía
El abuelo de Eugène Terre'Blanche luchó por la causa afrikáner en la segunda guerra bóer, mientras que su padre fue teniente coronel en las Fuerzas de Defensa de Sudáfrica.
El primer antepasado en la región de la familia Terre'Blanche (traducido del francés como 'tierra blanca') fue un refugiado francés hugonote llamado Estienne Terreblanch y originario de Toulon (Provenza), quien llegó al Cabo en 1704. Por lo general, el apellido Terreblanche ha mantenido su grafía original, aunque incluye otras semejantes como Terre'Blanche, Terre Blanche, Terblanche y Terblans.
Nacido el 31 de enero de 1941 en una granja de Ventersdorp, poblado situado en el Transvaal, Terre'Blanche acudió al Laerskool Ventersdorp (enseñanza primaria) y al Hoër Volkskool en la ciudad de Potchefstroom en donde se graduó en 1962. Se unió a la policía de Sudáfrica y fue enviado como primer destino a África del Sudoeste (hoy Namibia), territorio que empezó a ser controlado de diverso modo por Sudáfrica tras la Primera Guerra Mundial. Tras su regreso se convirtió en Suboficial especialista (Warrant Officer) de la Guardia Especial, asignada a la protección de miembros del gobierno.

## Carrera política

### Herstigte Nasionale Party
A finales de la década de 1960, Terre'Blanche fue oponiéndose cada vez más a las, a su juicio, "políticas liberales" de B. J. Vorster, entonces primer ministro de Sudáfrica. Después de cuatro años de servicio en la policía, renunció para emprender una carrera política presentándose a las elecciones locales de la ciudad de Heidelberg como miembro del Partido Nacional Reconstituido (Herstigte Nasionale Party). Sin embargo, su candidatura no tuvo éxito.

### Movimiento de Resistencia Afrikáner
En 1973 Terre'Blanche fundó en agosto el Movimiento de Resistencia Afrikáner (Afrikaner Weerstandsbeweging - AWB), al comienzo como una sociedad secreta. La primera aparición pública del AWB se produjo después de que varios de sus miembros fueran acusados y multados por agredir y humillar a Floors van Jaarsfeld, profesor de historia que expresó públicamente su opinión sobre el Día de la Promesa, fiesta conmemorativa de la Batalla del Río Sangriento al calificarlo como un absurdo evento con poca fundamentación histórica. A menudo durante los años siguientes, las alocuciones de Terre'Blanche hicieron referencia a la Batalla del Río Sangriento, y sus habilidades oratorias le permitieron obtener notables apoyos entre la derecha blanca sudafricana; en su momento álgido la AWB aseguró contar con 70.000 miembros.
A lo largo de la década de los 80, Terre'Blanche continuó presentándose a sí mismo y al AWB como una alternativa al Partido Nacional y al Partido Conservador, permaneciendo totalmente opuesto a las políticas reformistas del presidente PW Botha que preveían introducir, aunque todavía separados, cámaras parlamentarias para los no-blancos y conceder el derecho de voto a los negros y a los africanos de origen indio. El mayor apoyo a la organización se registró en las comunidades rurales del norte de Sudáfrica, comparativamente con los pocos simpatizantes en zonas urbanas.
Terre'Blanche consideraba el fin del régimen del apartheid como una rendición ante el comunismo, y amenazó con una guerra civil abierta si el presidente Frederik de Klerk cedía parte de su poder a Nelson Mandela y al Congreso Nacional Africano (CNA). Cuando en 1991 De Klerk acudió a una reunión con Terre'Blanche en su residencia en Ventersdorp, Terre'Blanche lideró la protesta y los disturbios entre la policía y simpatizantes del AWB conocidos como la batalla de Ventersdorp; la batalla tuvo como saldo varios muertos. En 1993, en un intento por frustrar el proceso de negociación entre el gobierno y el CNA, Terre'Blanche encabezó la invasión del World Trade Centre de Kempton Park mientras se celebraban las reuniones. En 1994 el AWB fue derrotado en el intento de invadir Bofutatsuana para apoyar al líder tsuana Lucas Mangope y Terre'Blanche no continuó con sus amenazas de guerra.
El 17 de junio de 1997, Terre'Blanche fue sentenciado a 6 años de prisión por el asalto a un trabajador de una estación de servicio y el intento de asesinato de un guardia de seguridad. Fue puesto en libertad en junio de 2004 luego de estar 3 años preso en la cárcel de Rooigrond, cerca de Mafikeng.
En 2003 fue nuevamente condenado por intento de asesinato

## Asesinato
Terre'Blanche fue asesinado en su granja de Ventersdorp (Noroeste), el 3 de abril de 2010. Hasta su muerte, se mantuvo al frente del recién reactivado AWB y siguió presionando para la creación de un Estado afrikáner separado de Sudáfrica.
Terre'Blanche, líder del Movimiento de Resistencia Afrikáner (AWB, en sus siglas en afrikáans), había sido asesinado en la madrugada del domingo.
El 22 de mayo de 2012, tras más de dos años de juicio, el Tribunal de Ventersdorp declaró al trabajador de origen zimbabuense Chris Mahlangu culpable del asesinato de Terre'Blanche, pero absolvió de ese cargo a Patrick Ndlovu, menor de edad cuando se produjeron los hechos.